# Zenillia carceliaeformis
Zenillia carceliaeformis är en tvåvingeart som först beskrevs av Villeneuve 1937.  Zenillia carceliaeformis ingår i släktet Zenillia och familjen parasitflugor. Inga underarter finns listade i Catalogue of Life.